# 法拉奧尼夫卡
46°19′21″N 29°37′14″E / 46.32250°N 29.62056°E
法拉奧尼夫卡（烏克蘭語：Фараонівка）是位於烏克蘭西南部的村莊，由敖德萨州裡比爾霍羅德-德涅斯特羅夫斯基區的彼得羅巴甫利夫卡市鎮 負責管轄。該村始建於1832年，面積2.24平方公里，海拔高度43米，2001年人口1,890，人口密度每平方公里843.75人。